# Shéhérazade (film, 2018)
Pour les articles homonymes, voir Shéhérazade (homonymie).
Pour plus de détails, voir Fiche technique et Distribution.
Shéhérazade est un film français écrit et réalisé par Jean-Bernard Marlin, sorti le 5 septembre 2018. Shéhérazade est à ranger dans la catégorie cinématographique des fictions documentées, ce qui veut dire que l’œuvre «tire de son substrat documentaire une authenticité plus vive et une puissance d’incarnation décuplée».

## Synopsis
Inspiré d'un fait divers, le film raconte l'histoire d'amour entre deux jeunes marginaux, dans les rues de Marseille : Zachary, 17 ans, tout juste sorti de prison, et Shéhérazade, jeune prostituée qui va l'accueillir chez elle.

## Fiche technique
- Titre : Shéhérazade
- Réalisation : Jean-Bernard Marlin
- Scénario : Jean-Bernard Marlin, Catherine Paillé
- Producteur : Grégoire Debailly
- Direction de production : Julien Bouley & Eric Védrine
- Assistant mise en scène : Guillaume Huin
- Musique originale : Jacob Stambach
- Directeur de la photographie : Jonathan Ricquebourg
- Production : Geko Films
  - Coproduction : Arte France Cinéma, Canal+, Arte France
  - En association avec la SOFICA La Banque Postale Image 10
- Montage : Nicolas Desmaison
- Son : Cédric Deloche, Pierre Bariaud, Charlotte Butrak, Samuel Aïchoun
- Distributeur : Ad Vitam
- Visa d'exploitation : 142.463
- Pays d'origine :  France
- Langue : français
- Genre : Drame
- Durée : 107 minutes
- Dates de sortie :
  - France : 5 septembre 2018

## Distribution
- Dylan Robert : Zachary
- Kenza Fortas : Shéhérazade
- Idir Azougli : Riyad
- Lisa Amedjout : Sabrina
- Sofia Bent : Zelda
- Nabila Bounab: Souraya
- Kader Benchoudar: Mehdi
- Nabila Ait Amer : Sara
- Osman Hrustic : Cheyenne
- Abdelkader Benkaddar : Jugurtha
- Assia Laouid : Assia
- Abdellah Khoulalene : Jordi
- Agnès Cauchon : la juge pour enfants
- Charlotte Pourreyron : Avocate Shéraz
- Sabine Gavaudan : la juge d'instruction

## Production

### Choix des interprètes
Afin de trouver les deux jeunes acteurs principaux du film, le réalisateur a multiplié les castings sauvages pendant six mois, à la sortie des prisons, des foyers, des écoles ou en distribuant des flyers dans les rues de Marseille. Dylan Robert a été informé du casting par son éducatrice, à sa sortie de prison, alors qu'il s'apprêtait à reprendre une formation de carreleur. Alors qu'elle a déjà quitté le système scolaire, Kenza Fortas a été repérée grâce à sa mère qui a envoyé sa photo à la directrice de casting.

### Préparation
Le réalisateur s'est immergé dans le milieu de la prostitution et s’est documenté longuement sur le milieu de la délinquance adolescente marseillaise  afin d'avoir une image réaliste de l’environnement du film,. La préparation a duré plus de deux ans : au démarrage, le réalisateur a bénéficié d'une aide temporaire puis a vécu grâce au RSA afin de pouvoir terminer son projet. La préparation et l'action du film se déroulent à Marseille, là où Jean-Bernard Marlin a grandi.

## Distinctions

### Récompenses
- 2018 : Sélectionné pour La Semaine de la critique - Festival de Cannes
- 2018 : Prix Jean-Vigo du long-métrage[7]
- 2018 : Meilleur Film, Valois Magelis et Valois de la Musique de Film lors du Festival du Film francophone d'Angoulême[8]
- César 2019[9]:
  - César du meilleur espoir masculin pour Dylan Robert
  - César du meilleur espoir féminin pour Kenza Fortas
  - César du meilleur premier film pour Jean-Bernard Marlin